# Commanster
Commanster (Waals: C[o]manster, Duits: Gommelshäusen) is een dorp in de Belgische provincie Luxemburg in de gemeente Vielsalm.
De plaats hoorde tot 1977 bij Beho, dat tegenwoordig een deelgemeente van Gouvy is. Waar in de rest van de voormalige gemeente Beho voornamelijk Duits gesproken werd (door velen tot op heden), waren in Commanster van oudsher Waals en Frans de omgangstaal.
Deelgemeenten: Bihain · Grand-Halleux · Petit-Thier · Vielsalm

Overige dorpen: Bêche · Burtonville · Cahay · Commanster · La Comté · Dairomont · Ennal · Farnières · Fraiture · Goronne· Hébronval · Joubiéval · Neuville · Ottré · Petit-Halleux · Petit-Tailles · Provedroux · Regné · Rencheux · Salmchâteau · Ville-du-Bois 

Belgische gemeenten · Arrondissement Bastenaken · Luxemburg · Wallonië